# Utiel-Requena

Situation de la zone de production.

Zone vinicole d'appellation d'origine contrôlée (DO) (depuis septembre 1932), située à l'Ouest de la province de Valence (Espagne), les 9 municipalités qui la forment sont Camporrobles, Caudete de las Fuentes, Fuenterrobles, Siete Aguas, Sinarcas, Utiel, Requena, Venta del Moro, et Villargordo del Cabriel. Le siège de D.O. se trouve dans l'édifice emblématique de 1891, la Bodega Redonda à la ville d'Utiel. La municipalité de Requena fait partie de la zone d'appellation "Cava" d'Espagne.
Arrosée par le Magro et le Caballero, la zone a une extension de 40 942 ha et occupe 7 000 familles et plus de 100 caves inscrites. Le vin est le principal moteur de l'économie de cette région.
La tradition vinicole remonte au VIIe siècle av. J.-C. comme prouvent les amphores trouvées au site archéologique ibère des Villares de Caudete de las Fuentes, appelé KELIN.
La région a obtenu l'appellation d'origine en 1932.
La DO Utiel-Requena regroupe plus d'une centaine de caves inscrites et le vignoble censé dépasse 39 000 hectares. 80 % des pieds de vigne sont de la variété Bobal, un cépage très apprécié, presque exclusif de la DO Utiel-Requena.

## L'environnement
Utiel-Requena est une comarque à identité géographique homogène -située sur un plateau de 45 kilomètres de diamètre- et des caractères climatiques communs. Elle s'étend sur plus de 1 800 km2, avec une altitude moyenne de 700 mètres. Dans la zone arrosée par le Magro les sols se composent d'alluvions et de l'autre côté, dans la Sierra de Torrubia ce sont des sols argileux. Le climat est continental à influence méditerranéenne, la température moyenne annuelle est de 14 °C, avec un écart annuel de plus de 17 °C, ce qui explique le caractère continental du climat d'Utiel-Requena. Le mois le plus chaud est juillet, 23,2 °C de moyenne face à 6 °C en décembre. Les hivers sont froids et longs. L'été est relativement court et parfois le vent de l'Ouest augmente les températures. L'Automne est court et les températures subissent de fortes baisses. Les précipitations sont de 484 mm par an.

## Les vins
La DO Utiel-Requena est une région de vins rouges, 94,27 % de la surface du vignoble est occupée par des cépages rouges. Les variétés blanches représentent, 5,73 % du vignoble d'Utiel-Requena.
Les sortes de vins reconnus par le Conseil Régulateur de la Denominación de Origen Utiel-Requena sont les suivantes, selon leur vieillissement:
SUPERIOR, TRADICIÓN, MADURADO EN BARRICA, CRIANZA, RESERVA, GRAN RESERVA
Cavas : vins mousseux par la méthode traditionnelle de 10,5 à 11,50° d'alcool.

## Cépages
- Rouges : Bobal (variété autochtone), Cabernet Sauvignon, Merlot, Chardonnay, Tempranillo, Grenache, Merseguera, Tardana ou Planta Nova (variété autochtone).
- Blancs : Macabeu, Sauvignon blanc, Pinot Noir (ce dernier autorisé en Février 2007)

## Millésimes
- 1987 Très Bonne
- 1988 Bonne
- 1989 Moyenne
- 1990 Bonne
- 1991 Bonne
- 1992 Très Bonne
- 1993 Excellente
- 1994 Très Bonne
- 1995 Bonne
- 1996 Très Bonne
- 1997 Bonne
- 1998 Très Bonne
- 1999 Très Bonne
- 2000 Très Bonne
- 2001 Excellente
- 2002 Très Bonne
- 2003 Bonne
- 2004 Bonne
- 2005 Excellente
- 2006 Excellente
- 2007 Très Bonne
- 2015 Excellente

## Caves

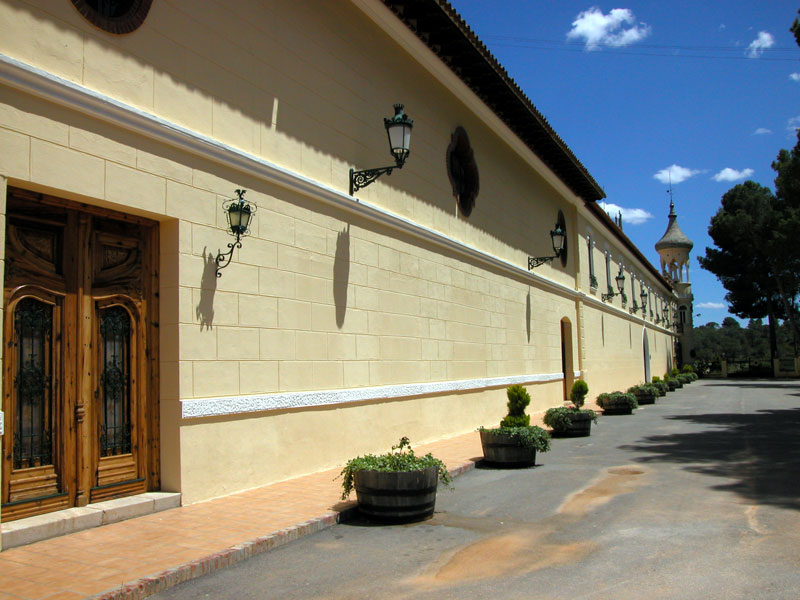
Mas de Bazán: Bodega de la DO Utiel-Requena.

Quelques caves de la D.O. :
- Bodega Aranleón
- Bodega Mas de Bazán
- Bodega Noble
- Bodegas Fuso
- Bodegas Hispano Suizas SL
- Bodegas Iranzo
- Bodegas y viñedos de Utiel SL
- Casa del Pinar
- Chozas Carrascal SL
- Coviñas; Coop. V.
- Dominio de la Vega
- Finca San Blas
- Torre Oria
- Hoya de Cadenas
- Torroja
- Pago de Tharsys
- BVC Bodegas

### Sources
- (es) Cet article est partiellement ou en totalité issu de l’article de Wikipédia en espagnol intitulé « Utiel-Requena (vino) » (voir la liste des auteurs).